# Smerecika, Starîi Sambir
Smerecika (în ucraineană Смеречка) este un sat în comuna Ripeana din raionul Starîi Sambir, regiunea Liov, Ucraina.

## Demografie
Componența lingvistică a localității Smerecika
     Ucraineană (100%)
Conform recensământului din 2001, toată populația localității Smerecika era vorbitoare de ucraineană (100%).